# Scalebyhill
Scalebyhill is een gehucht in het bestuurlijke gebied City of Carlisle, in het Engelse graafschap Cumbria. Het maakt deel van de civil parish Scaleby. In het gehucht is een monumentaal pand te vinden, het Methodist Chapel.